# Триселенид диевропия
Триселенид диевропия — бинарное неорганическое соединение 
европия и селена
с формулой Eu2Se3,
кристаллы.

## Получение
- Сплавление стехиометрических количеств чистых веществ:

{\displaystyle {\mathsf {2Eu+3Se\ {\xrightarrow {1950^{o}C}}\ Eu_{2}Se_{3}}}}

## Физические свойства
Триселенид диевропия образует кристаллы 
ромбической сингонии, пространственная группа F ddd, параметры ячейки a = 1,239 нм, b = 0,876 нм, c = 2,628 нм, Z = 16,
структура типа трисульфида дискандия Sc2S3.
.
Соединение образуется при температуре 1950°C .